# Minori Sato
Minori Sato (佐藤 穣 SatO Minori?, nacido el 2 de marzo de 1991 en Gunma) es un futbolista japonés que se desempeña como centrocampista.

## Trayectoria

### Clubes
| Club                  | País           | Año       |
| --------------------- | -------------- | --------- |
| Thespa Kusatsu        | Japón          | 2009      |
| Indiana Invaders      | Estados Unidos | 2010      |
| Club Puebla           | México         | 2010-2011 |
| FB Gulbene            | Letonia        | 2010      |
| FK Ventspils          | Letonia        | 2011      |
| Skonto Riga FC        | Letonia        | 2011-2012 |
| FC Dinamo Brest       | Bielorrusia    | 2013      |
| FK Bunyodkor Tashkent | Uzbekistán     | 2014-2016 |
| Muaither SC           | Catar          | 2017      |
| Riga FC               | Letonia        | 2017      |
| Gwangju FC            | Corea del Sur  | 2018      |
| Riga FC               | Letonia        | 2019      |
| SKA-Khabarovsk        | Rusia          | 2019-2020 |